# Uwe Lobbedey
Uwe Lobbedey (* 28. Juni 1937 in Berlin; † 5. Januar 2021 in Münster) war ein deutscher Kunsthistoriker und Mittelalterarchäologe.

Uwe Lobbedey studierte von 1956 bis 1963 in Hamburg und Freiburg im Breisgau Kunstgeschichte, Geschichte, Klassische Archäologie, lateinische Philologie und Ur- und Frühgeschichte. Nach der Promotion 1963 in Kunstgeschichte an der Universität Hamburg und dem Volontariat beim Landeskonservator Rheinland in Bonn war Lobbedey von 1965 bis 1980 beim Westfälischen Amt für Denkmalpflege angestellt. Er war von 1981 bis zu seinem Ruhestand 2002 Hauptkonservator am Westfälischen Amt für Bodendenkmalpflege. 
Seit 1975 lehrte er zunächst als Lehrbeauftragter, seit 1997 als Honorarprofessor Kunstgeschichte an der Universität Münster. Seit 1973 war er ordentliches Mitglied der Historischen Kommission für Westfalen. In seiner Dissertation befasste er sich mit „dem Tongeschirr von der karolingischen Zeit bis zum Ausgang des Mittelalters“. Er verfolgte das Ziel, „einen Überblick über die Gesamtentwicklung in einem größeren Raum zu bieten und eine möglichst umfassende Gliederung des Materials nach historischen Gesichtspunkten zu entwerfen“.

## Schriften (Auswahl)
- Untersuchungen mittelalterlicher Keramik vornehmlich in Südwestdeutschland (= Arbeiten zur Frühmittelalterforschung. Bd. 3). De Gruyter, Berlin 1968.
- Romanik in Westfalen. Schnell & Steiner, Regensburg 2000, ISBN 3-7954-1294-3.
- Kapitelle des Mittelalters. Ein Leitfaden. Scriptorium, Marsberg 2004, ISBN 3-932610-32-6.
- Corvey. Kirche, ehemaliges Kloster und heutige Schlossanlage (= DKV-Kunstführer. Bd. 364,5). 7. Auflage. Deutscher Kunstverlag, München 2010, ISBN 978-3-422-02273-7.
- Die Ausgrabungen im Dom zu Osnabrück. 1866 bis 2003. Verlag Marie Leidorf, Rahden 2016, ISBN 3-89646-979-7.